# Eutelia diehli
Eutelia diehli är en fjärilsart som beskrevs av Kobes 1982. Eutelia diehli ingår i släktet Eutelia och familjen nattflyn. Inga underarter finns listade i Catalogue of Life.